# Hermann Meyerheim
Hermann Robert Meyerheim (* 1828 in Danzig; † 12. Mai 1903 in Berlin) war ein deutscher Marine-, Veduten- und Architekturmaler.

## Leben

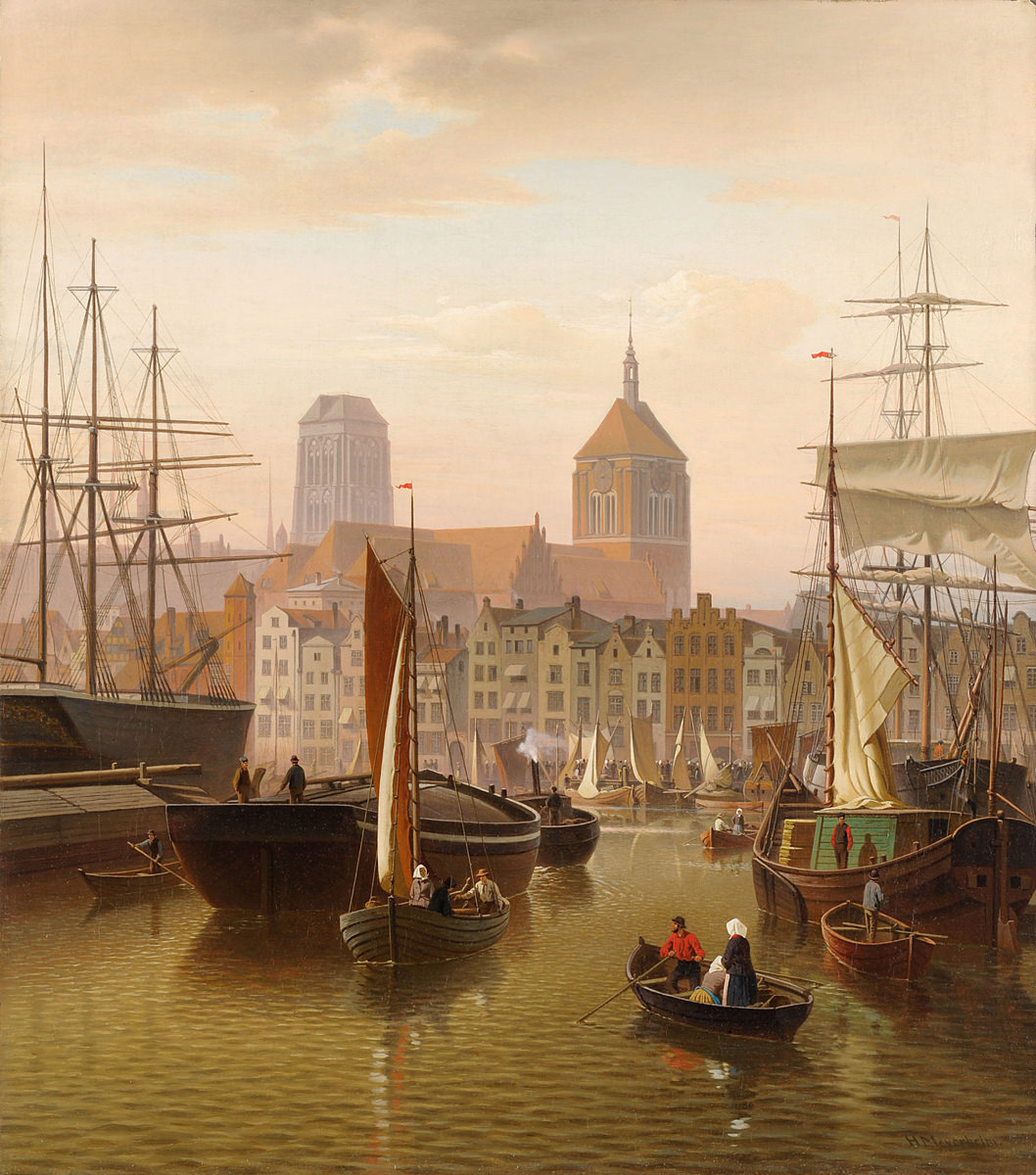
Auf der Mottlau in Danzig

Hermann Meyerheim war ein Spross der Danziger Künstlerfamilie Meyerheim. Sein Vater war der Dekorations- und Porträtmaler Karl Friedrich Meyerheim. Seine älteren Brüder waren die Maler Friedrich Eduard, Wilhelm Alexander Meyerheim und Gustav Adolf Meyerheim (* 1816; † 1894). Seine Neffen waren die Maler Paul  Friedrich, Franz, Paul Wilhelm und Robert Meyerheim.
Meyerheim spezialisierte sich auf Hafenszenen und Küstenlandschaften. Spätestens Ende des 19. Jahrhunderts lebte er in Berlin.
Er war verheiratet mit Ida Bertha Böhm (* um 1829 in Pieckel, Kreis Marienburg (Westpreußen); † 29. November 1891 in Berlin, Augusta-Hospital im Alter von 62 Jahren).